# 押ヶ垰断層帯
押ヶ垰断層帯（おしがたおだんそうたい）は、広島県安芸太田町・廿日市市吉和にある断層帯。国指定の天然記念物（1965年指定）。

## 特徴
安芸太田町打梨の太田川上流左岸ではケルンバット（断層小丘）やケルンコル（断層鞍部）がみられる。断層帯も北東から南西方向に安芸太田町から廿日市市吉和にかけて長さ約20kmに及んでおり地質学・地形学上貴重とされる。